# طمغة رسمية
الطمغة الرسمية أو دمغة رسمي (بالتركية: damga resmi)‏، هي شكل من أشكال رسوم الختم في الدولة العثمانية، والاسم مشتق لغوياً من اللغة التركية طمغة، وتعني ختم أو رمز ختم للعشيرة أو العائلة. خلال معظم فترة التنظيمات الادارية في الدولة، كان الختم الرسمي أو الطمغة هي واحدة من مصادر الدخل الأكثر فعالية في الإمبراطورية العثمانية. ولقد ألغي الشكل الأصلي للأختام أو الطمغات في عام 1839 كجزء من سلسلة معقدة من الإصلاحات الضريبية في أعقاب عهد الخط الشريف، ولكن ظهر نوع جديد من الأختام في عام 1845.
كانت الطمغة الرسمية في الأصل عبارة عن رسوم للمحتسب لوضع ختم رسمي للتمييز على الحلي الذهبية والفضية (مثل السمة المميزة)، ولوضع ختم رسمي للأصالة على بعض السلع المصنعة، بما في ذلك المنسوجات (المعروف أيضًا باسم دمغة أقمشة (بالتركية: damga akmişe)‏). وكانت الرسوم تحدد عادة بنسبة معينة من قيمة البضاعة (تقريباً 2.5%)؛ ومنع البيع بدون ختم المحتسب حفاظا على الإيرادات. ويمكن أن تخضع للضريبة، أو يمكن للفرد شراء "الحق" في رسوم الختم أو الطمغة الرسمية من الجمهور، مقابل دفع مبلغ مقطوع للدولة.
بعد بضع سنوات من إلغاء هذا الشكل السابق من رسوم الدمغة، اخترعت خزانة الدولة العثمانية بديلاً له؛ وهو عبارة عن سلسلة من الأوراق الفارغة المطبوعة مسبقًا مع طوابع الخزانة الرسمية، والتي كان لا بد من استخدامها في جميع المستندات القانونية والتجارية الرسمية تقريبًا (باستثناء بعض الوثائق الصادرة عن المحاكم الدينية). ولا يمكن شراء الأوراق إلا مقابل رسوم كبيرة؛ وقد جرى نشر مقياس متدرج للرسوم المختلفة، بحيث يمكن للعقد التجاري الصغير أن يستخدم ورقة منخفضة القيمة، والعقد عالي القيمة يجب أن يستخدم ورقة أكثر تكلفة. وهذا مشابه لعملية رسوم الطمغة المعتمدة في بعض دول أوروبا الغربية. كانت الإيرادات المبكرة من الشكل المنقح للطمغة الرسمية متواضعة. ربما كان من 10 إلى 20 مليون آقجة سنويًا في أواخر القرن التاسع عشر، لكن هذا المبلغ تضخم إلى أكثر من 50 مليون آقجة في عام 1912، إي أكثر من رسوم المحكمة أو الضريبة، لكنها لا تزال تتضاءل أمام ضريبة الملح (توز رسمي (بالتركية: tuz resmi)‏).